# Ignacio Rodríguez (calciatore 2002)
Ignacio Agustín Rodríguez (Lomas de Zamora, 22 febbraio 2002) è un calciatore argentino, centrocampista del Racing Club.

## Carriera
Ignácio Rodríguez è cresciuto nel settore giovanile del Banfield, con cui ha debuttato in prima squadra il 6 aprile 2021 nell'incontro di Copa de la Liga Profesional pareggiato 2-2 contro l'Estudiantes (LP). Il 25 settembre 2023 ha trovato la prima rete in carriera nel pareggio per 1-1 contro il River Plate in coppa di lega.
Nel 2025 si trasferisce al Racing Club, con cui poco tempo dopo il suo arrivo nel club vince la Recopa Sudamericana.

## Statistiche

### Presenze e reti nei club
Statistiche aggiornate al 2 aprile 2025.
| Stagione        | Squadra         | Campionato      | Campionato | Campionato | Coppe nazionali | Coppe nazionali | Coppe nazionali | Coppe continentali | Coppe continentali | Coppe continentali | Altre coppe | Altre coppe | Altre coppe | Totale | Totale | Totale |
| Stagione        | Squadra         | Comp            | Pres       | Reti       | Comp            | Pres            | Reti            | Comp               | Pres               | Reti               | Comp        | Pres        | Reti        | Pres   | Reti   |        |
| --------------- | --------------- | --------------- | ---------- | ---------- | --------------- | --------------- | --------------- | ------------------ | ------------------ | ------------------ | ----------- | ----------- | ----------- | ------ | ------ | ------ |
| 2021            | Banfield        | PD              | -          | -          | CA+CdL          | 0+2             | 0               | -                  | -                  | -                  | -           | -           | -           | 2      | 0      |        |
| 2022            | Banfield        | PD              | 5          | 0          | CA+CdL          | 0               | 0               | -                  | -                  | -                  | -           | -           | -           | 5      | 0      |        |
| 2023            | Banfield        | PD              | 18         | 0          | CA+CdL          | 0+15            | 0+1             | -                  | -                  | -                  | TCS         | 1           | 0           | 34     | 1      |        |
| 2024            | Banfield        | PD              | 25         | 3          | CA+CdL          | 3+14            | 0+1             | -                  | -                  | -                  | -           | -           | -           | 42     | 4      |        |
| Totale Banfield | Totale Banfield | Totale Banfield | 48         | 3          |                 | 34              | 2               |                    | -                  | -                  |             | 1           | 0           | 83     | 5      |        |
| 2025            | Racing Club     | PD              | 6          | 0          | CA              | 1               | 0               | CL                 | 1                  | 0                  | RS          | 1           | 0           | 9      | 0      |        |
| Totale carriera | Totale carriera | Totale carriera | 54         | 3          |                 | 35              | 2               |                    | 1                  | 0                  |             | 2           | 0           | 92     | 5      |        |

## Palmarès

### Club

#### Competizioni internazionali
- Recopa Sudamericana: 1

Racing Club: 2025